# Patiscus dorsalis
Patiscus dorsalis är en insektsart som först beskrevs av Carl Stål 1877.  Patiscus dorsalis ingår i släktet Patiscus och familjen syrsor. Inga underarter finns listade i Catalogue of Life.